# Parviraptor
Parviraptor es un género extinto de serpiente primitiva (perteneciente al clado Ophidia) y solo contiene a una especie, Parviraptor estesi, cuyos restos se han descubierto en rocas del Jurásico superior (época del Titoniense) o Cretácico inferior (época del Berriasiense) en la Formación Purbeck Limestone de Dorset, Inglaterra. Una segunda especie, Parviraptor gilmorei, fue descrita de la formación de Morrison del Jurásico superior del oeste de América del Norte; presente en la zona estratigráfica 4 de la misma. Sin embargo, esta segunda especie fue posteriormente transferida a un género separado, Diablophis.

## Filogenia
Cladograma basado en el estudio de Caldwell et al. (2015):

|  | Eophis                                                        |
|  |                                                               |
|  | \| \| Innombrada sp. \| \| \| \| \| \| Diablophis \| \| \| \| |
|  |                                                               |
|  | Innombrada sp.                                                |
|  |                                                               |
|  | Diablophis                                                    |
|  |                                                               |

|  | Innombrada sp. |
|  |                |
|  | Diablophis     |
|  |                |

|  | Najash                                                                        |
|  |                                                                               |
|  | \| \| Coniophis \| \| \| \| \| \| Serpentes (serpientes modernas) \| \| \| \| |
|  |                                                                               |
|  | Coniophis                                                                     |
|  |                                                                               |
|  | Serpentes (serpientes modernas)                                               |
|  |                                                                               |

|  | Coniophis                       |
|  |                                 |
|  | Serpentes (serpientes modernas) |
|  |                                 |

|  | Najash                                                                        |
|  |                                                                               |
|  | \| \| Coniophis \| \| \| \| \| \| Serpentes (serpientes modernas) \| \| \| \| |
|  |                                                                               |
|  | Coniophis                                                                     |
|  |                                                                               |
|  | Serpentes (serpientes modernas)                                               |
|  |                                                                               |

|  | Coniophis                       |
|  |                                 |
|  | Serpentes (serpientes modernas) |
|  |                                 |

|  | Najash                                                                        |
|  |                                                                               |
|  | \| \| Coniophis \| \| \| \| \| \| Serpentes (serpientes modernas) \| \| \| \| |
|  |                                                                               |
|  | Coniophis                                                                     |
|  |                                                                               |
|  | Serpentes (serpientes modernas)                                               |
|  |                                                                               |

|  | Coniophis                       |
|  |                                 |
|  | Serpentes (serpientes modernas) |
|  |                                 |

|  | Najash                                                                        |
|  |                                                                               |
|  | \| \| Coniophis \| \| \| \| \| \| Serpentes (serpientes modernas) \| \| \| \| |
|  |                                                                               |
|  | Coniophis                                                                     |
|  |                                                                               |
|  | Serpentes (serpientes modernas)                                               |
|  |                                                                               |

|  | Coniophis                       |
|  |                                 |
|  | Serpentes (serpientes modernas) |
|  |                                 |

|  | Eophis                                                        |
|  |                                                               |
|  | \| \| Innombrada sp. \| \| \| \| \| \| Diablophis \| \| \| \| |
|  |                                                               |
|  | Innombrada sp.                                                |
|  |                                                               |
|  | Diablophis                                                    |
|  |                                                               |

|  | Innombrada sp. |
|  |                |
|  | Diablophis     |
|  |                |

|  | Najash                                                                        |
|  |                                                                               |
|  | \| \| Coniophis \| \| \| \| \| \| Serpentes (serpientes modernas) \| \| \| \| |
|  |                                                                               |
|  | Coniophis                                                                     |
|  |                                                                               |
|  | Serpentes (serpientes modernas)                                               |
|  |                                                                               |

|  | Coniophis                       |
|  |                                 |
|  | Serpentes (serpientes modernas) |
|  |                                 |

|  | Najash                                                                        |
|  |                                                                               |
|  | \| \| Coniophis \| \| \| \| \| \| Serpentes (serpientes modernas) \| \| \| \| |
|  |                                                                               |
|  | Coniophis                                                                     |
|  |                                                                               |
|  | Serpentes (serpientes modernas)                                               |
|  |                                                                               |

|  | Coniophis                       |
|  |                                 |
|  | Serpentes (serpientes modernas) |
|  |                                 |

|  | Najash                                                                        |
|  |                                                                               |
|  | \| \| Coniophis \| \| \| \| \| \| Serpentes (serpientes modernas) \| \| \| \| |
|  |                                                                               |
|  | Coniophis                                                                     |
|  |                                                                               |
|  | Serpentes (serpientes modernas)                                               |
|  |                                                                               |

|  | Coniophis                       |
|  |                                 |
|  | Serpentes (serpientes modernas) |
|  |                                 |

|  | Najash                                                                        |
|  |                                                                               |
|  | \| \| Coniophis \| \| \| \| \| \| Serpentes (serpientes modernas) \| \| \| \| |
|  |                                                                               |
|  | Coniophis                                                                     |
|  |                                                                               |
|  | Serpentes (serpientes modernas)                                               |
|  |                                                                               |

|  | Coniophis                       |
|  |                                 |
|  | Serpentes (serpientes modernas) |
|  |                                 |